# Alice Lowe
Alice Lowe, född 3 april 1977 i Coventry, är en brittisk skådespelare.
Lowe har bland annat medverkat i filmerna Locke, Paddington och Greatest Days.

## Filmografi (i urval)
- 2013 – Locke
- 2014 – Paddington
- 2023 – Greatest Days